# 17 (漫画)
『17 【じゅうなな】』は、桜井まちこによる日本の漫画作品。
『別冊フレンド』（講談社）にて2008年6月号から2010年2月号まで連載されていた。また、増刊号の『別フレ2010』5月号（2010年3月発売）に、番外編「17 -茜-」が掲載された。単行本は全5巻。
高校3年生の詩歌の恋愛や友情を描いた、高校生活最後の1年間の物語である。

## 登場人物
矢野 詩歌（やの しいか）
どこまでも明るい少女。佑介とのことで悩むが、恵の言葉に励まされる。
恵 亮太（めぐみ りょうた）
朝起きるのが苦手で遅刻しない日はほとんどない。
北岡 佑介（きたおか ゆうすけ）
中学生の頃から付き合っている詩歌の彼氏。野球部に所属し、熱心に練習を続けるが、やる気のない他の部員や甲子園出場やプロ野球選手を目指すには遠く及ばない技量に葛藤する。
川島 明（かわしま あきら）
詩歌の親友。1年生の時、恵と同じクラスになり、彼の人柄に惹かれ、たちまち好きになる。

## 書誌情報
桜井まちこ 『17 じゅうなな』 講談社〈別冊フレンドKC〉 全5巻
1. 2008年09月12日発売、ISBN 978-4-06-341592-6
2. 2009年02月13日発売、ISBN 978-4-06-341608-4
3. 2009年07月13日発売、ISBN 978-4-06-341630-5
4. 2009年12月11日発売、ISBN 978-4-06-341658-9
5. 2010年05月13日発売、ISBN 978-4-06-341682-4